# Vlag van Puntland

Vlag van Puntland (ratio 1:2)

De vlag van Puntland is de staatsvlag van Puntland, een autonome staat in het noordoosten van Somalië. 

## Geschiedenis
Puntland gebruikte aanvankelijk een variant van de vlag van Somalië als provincievlag. Op 22 december 2009 introduceerde het regionale parlement een nieuwe staatsvlag. Het vlagontwerp werd bepaald door een commissie bestaande uit overheidsfunctionarissen en lokale intellectuelen.

## Kleuren en symbolisatie
De vlag van Puntland bestaat uit drie kleuren: wit, blauw en groen.
- Boven: de blauwe baan met de witte ster in het midden symboliseert de vlag van Somalië
- Midden: de witte baan in het midden staat voor vrede en stabiliteit in de regio
- Onder: de groene baan symboliseert de natuurlijke rijkdom van de staat Puntland in Somalië

## Verschillende vlaggen

Vlag van Puntland gebruikt voor december 2009 (dezelfde als de vlag van Somalië)
Het wapen van Puntland
Vlag van het onlangs uitgeroepen West-Puntland